# Martinelli (groupe)
Pour les articles homonymes, voir Martinelli.
Martinelli est un groupe italien d'Italo disco, et projet musical du producteur italien Aldo Martinelli (qui a produit Scotch et Raggio di Luna), et de la chanteuse américaine Simona Zanini.

## Histoire
Aldo Martinelli est né à Milan. Il a fréquenté le Conservatoire de musique d'Alexandrie et obtenu un diplôme de piano. Plus tard, il joue du clavier dans des big bands et a travaillé comme professeur de musique à l'école Istituto Comprensivo Cinque Giornate. Au début des années 1980, il a également travaillé comme auteur-compositeur, écrivant par exemple Take a Chance, la chanson-titre de l'émission de télévision italienne Premiatissima.
Simona Zanini est née aux États-Unis et est arrivée en Italie dans les années 1970 alors qu'elle était enfant. Après avoir passé un casting avec Fratelli La Bionda, elle obtient un contrat d'enregistrement avec CBS Records et travaille avec plusieurs musiciens italiens connus.
Alors que Martinelli cherche une chanteuse pour son projet Doctor's Cat, il rencontre Zanini et enregistre avec elle le titre Feel the Drive en 1983. Comme sa langue maternelle est l'anglais, une collaboration était intéressante pour l'étranger. C'est ainsi qu'au cours des années suivantes, divers titres disco sont créés avec Zanini comme chanteuse. Avec Cenerentola, le projet Martinelli connait un succès international en 1985. Le single suivant, Revolution, se retrouve au hit-parade en Italie et dans les pays germanophones,. En Italie, le succès dure encore un peu plus longtemps, mais il s'essouffle en même temps que la vague Italo disco.

## Discographie

### EP
- 2011 : American Band

### Singles
- 1983 : Voice (In the Night) (7")
- 1985 : Cenerentola (8e en Allemagne, 12e en Autriche, 11e en Suisse, 5e en Italie[2],[3],[4])
- 1986 : O. Express (réédité en 1987)
- 1986 : Revolution (18e en Suisse[2],[5])
- 1987 : Summer Lovers
- 1987 : Victoria